# Drift 21
Drift 21 es un videojuego de carreras de drift desarrollado por ECC Games y publicado por 505 Games para Windows, PlayStation 4, PlayStation 5, Xbox One y Xbox Series X/S.

## Jugabilidad
Drift 21 es un juego de carreras de drift donde se tunean coches de drift, se cambian piezas, se mejora el rendimiento y se demuestran habilidades en los circuitos Ebisu de Japón.
Se sale a la pista con autos con licencia. En el juego encuentran coches emblemáticos, conocidos por eventos de drift en todo el mundo.
Se puede llevar el coche al taller, donde se pueden realizar modificaciones importantes. Se pueden reemplazar manualmente las piezas del motor, la suspensión y el escape para lograr el rendimiento adecuado para el estilo de conducción. También cuenta con ajustes visuales como kits de carrocería, color de pintura y calcomanías.
Se puede mejorar la técnica de derrape en pistas perfectamente recreadas del complejo japonés Ebisu. Se obtienen las primeras habilidades en las pistas de Driftland y School.
Se participa en desafíos que ponen a prueba las habilidades de derrape. Se Se demuestra ser el mejor drifter y se alcanzan las copas de oro del ganador. El objetivo es ganar tantos puntos de drift que se puedan en una sola carrera, con desafíos de tiempo y yincanas.